# Encore (canción de Yoasobi)
Encore (アンコール伝説 Ankōru?, bis) es una canción grabada por el dúo musical japonés Yoasobi. Fue lanzado el 6 de enero de 2021, el mismo día que «Kaibutsu», como sencillo promocional de su EP debut, The Book, a través de Sony Music Entertainment Japan. Más tarde, la canción fue lanzada como sencillo independiente el 2 de julio, el mismo día con el décimo sencillo, «Sangenshoku» e «Into the Night», la versión en inglés de «Yoru ni Kakeru» para celebrar 100 millones de cifras de transmisión y su propia portada.
La canción se basó en el cuento Sekai no Owari to, Sayonara no Uta (世界の終わりと、さよならのうた?  El fin del mundo y la canción de despedida) de Kamina Minakami, que ganó el Yoasobi Contest Vol. 1. La canción se usó para la publicidad del teléfono Google Pixel 5 y Pixel 4a (5G). La versión en inglés de «Encore» se incluyó en su primer EP en inglés, E-Side y se lanzó el 12 de noviembre.

## Créditos y personal
Créditos adaptados de YouTube.

#### Canción
- Ayase – productor, escritor
- Ikura – voz
- Kamina Minakami – escritor del cuento basado en la canción

#### Video musical
- Bun – ilustración, animación
- Ocha – asistente
- Kairi – gráfico en movimiento, animación

## Posicionamiento en listas
| País (Lista 2021)               | Posición más alta |
| ------------------------------- | ----------------- |
| Global 200 (Billboard)          | 177               |
| Japón (Billboard Japan Hot 100) | 8                 |
| Japón (Oricon Combined Singles) | 9                 |

| País (Lista 2021)               | Posición más alta |
| ------------------------------- | ----------------- |
| Japón (Billboard Japan Hot 100) | 32                |

## Certificaciones
| Región                                                | Certificación | Unidades certificadas |
| Streaming                                             | Streaming     | Streaming             |
| ----------------------------------------------------- | ------------- | --------------------- |
| Japón (RIAJ)                                          | Platino       | 100 000 000           |
| Cifras basadas solo en streaming en la certificación. |               |                       |